# Centenario de la World Rugby

Bandera de los Lions.

El Centenario de la World Rugby fue una celebración por los 100 años de la fundación de World Rugby que se festejó en abril de 1986. El evento es famoso por haber enfrentado a los mejores jugadores de la época, cuando el rugby no era profesional y fue el último evento más importante hasta la Copa del Mundo de Rugby que inauguró su primera edición un año después.
Consistió en dos atractivos partidos de rugby: el primero de ellos enfrentó a los British and Irish Lions con Rest of the World XV; integrado por jugadores de Australia, Francia, Nueva Zelanda y Sudáfrica. El último partido fue el más esperado porque enfrentaba al hemisferio norte con el sur, combinando a las cinco potencias de Europa contra las tres superpotencias del Sur.

## British and Irish Lions vs Rest of the World XV

### Lions
Entrenador:  Mick Doyle
Forwards
- Nigel Carr
- Donal Lenihan
- Des Fitzgerald
- Jeff Whitefoot
- John Jeffrey
- Iain Paxton
- Colin Deans (C)
- Iain Milne
- Wade Dooley

Backs
- Brendan Mullin
- Michael Kiernan
- Trevor Ringland
- John Devereux
- Malcolm Dacey
- Robert Jones
- Gavin Hastings
- John Rutherford
- Richard Hill
- Steve Brain

### Rest of the World XV
Entrenador:  ?
- Andrew Slack
- Nick Farr-Jones
- Lawton
- Simon Poidevin
- Steve Cutler
- Enrique Rodríguez
- Michael Lynagh
- Serge Blanco
- P. Estève
- Murray Mexted
- Wayne Smith
- Mark Shaw
- Gary Knight
- John Kirwan
- Burger Geldenhuys

### Resultado
| 16 de abril de 1986 | British and Irish Lions               | 7 – 15 | Rest of the World XV                                               | Cardiff Arms Park, Cardiff                                             |                                                                        |
|                     | Tries: Beattie Conversiones: Hastings |        | Tries: Farr-Jones Poidevin Conversiones: Lynagh (2) Penales Lynagh | Asistencia: 53,000 espectadores Árbitro(s): R. Francis (Nueva Zelanda) | Asistencia: 53,000 espectadores Árbitro(s): R. Francis (Nueva Zelanda) |

## Five Nations vs Overseas Unions

### Five Nations
Entrenador:  ?
Forwards
- Nigel Carr
- Donal Lenihan
- Des Fitzgerald
- Jeff Whitefoot
- John Jeffrey
- Iain Paxton
- Colin Deans
- Iain Milne
- John Beattie
- Wade Dooley

Backs
- Brendan Mullin
- Michael Kiernan
- Trevor Ringland
- Serge Blanco
- John Devereux
- Malcolm Dacey
- Robert Jones
- Gavin Hastings
- John Rutherford
- Rory Underwood
- Richard Hill
- Steve Brain

### Overseas Unions
Hubo polémica debido a que se convocó a jugadores sudafricanos, todos eran afrikáner y en Sudáfrica existía el apartheid.
Entrenador:  Brian Lochore
Forwards
- Simon Poidevin
- Steve Cutler
- Steve Tuynman
- Enrique Rodríguez
- Mark Shaw
- Andy Dalton (C)
- Andy Haden
- Gary Knight
- Murray Mexted
- Burger Geldenhuys
- Flippie van der Merwe

Backs
- Nick Farr-Jones
- Roger Gould
- Michael Lynagh
- Andrew Slack
- Dave Loveridge
- John Kirwan
- Warwick Taylor
- Danie Gerber
- Carel du Plessis
- Naas Botha

### Resultado
| 19 de abril de 1986 | Five Nations XV                                        | 13 – 32 | Overseas Unions XV                                                                 | Estadio Twickenham, Londres                                                   |                                                                               |
|                     | Tries Ringland (2) Conversiones Blanco Penales Kiernan |         | Tries Gerber Kirwan Du Plessis Rodríguez Shaw Conversiones Botha Penales Botha (2) | Asistencia: 56,200 espectadores espectadores Árbitro(s): D. Burnett (Irlanda) | Asistencia: 56,200 espectadores espectadores Árbitro(s): D. Burnett (Irlanda) |